# ミスアンコール
ミスアンコール（英:Miss Encore、2006年3月29日 - 2018年9月6日）は、日本の競走馬。現役時代は1勝に終わったものの、繁殖牝馬として日本ダービー優勝馬、ワグネリアンを産んだ。しかし、ワグネリアンのダービー制覇と同じ年の9月6日に発生した北海道胆振東部地震で被災し死亡した。

## デビューまで
母は根岸ステークス勝ちなど芝、ダート問わず活躍したブロードアピール。また2004年のダービー馬キングカメハメハの初年度産駒の1頭として注目され、当歳時のセレクトセールにおいて1億1760万円で金子真人に購入される。なお、父のキングカメハメハも母のブロードアピールも金子オーナーが所有していた馬である。

## 現役時代
夏頃のデビューが予定されていたが、調整の遅れの影響で翌2009年1月の京都開催、芝1400メートル戦でデビュー。鞍上にクリストフ・ルメール騎手を迎え、良血馬というのも加味され2番人気に推されたものの後方から伸びず9着に敗れた。このときの2着馬にのちにダービー馬レイデオロを輩出するラドラーダがいる。その後ダート転向2戦目で初勝利を挙げたが、この1勝にとどまり2010年4月のレースを最後に引退。生まれ故郷のノーザンファームで繁殖生活に入ることとなった。

## 競走成績
以下の内容は、netkeiba.comおよびJBISサーチに基づく。
| 年月日     | 競馬場 | 競走名       | 格 | 距離（馬場）  | 頭 数 | 枠 番 | 馬 番 | オッズ（人気） | 着順 | タイム （上り3F） | 着差 | 騎手       | 斤量 （kg） | 勝ち馬/（2着馬）   |
| ---------- | ------ | ------------ | -- | ------------- | ----- | ----- | ----- | -------------- | ---- | ----------------- | ---- | ---------- | ----------- | ------------------ |
| 2009.01.24 | 京都   | 3歳新馬      |    | 芝1400m（稍） | 16    | 6     | 11    | 03.4（2人）    | 11着 | 1:25.5 （36.4）   | -1.8 | C.ルメール | 54          | アグネスナチュラル |
| 0000.02.21 | 京都   | 3歳未勝利    |    | 芝1600m（稍） | 16    | 6     | 12    | 21.3（7人）    | 4着  | 1:38.0 （36.3）   | -0.6 | M.デムーロ | 54          | ルージュバンブー   |
| 0000.03.14 | 阪神   | 3歳未勝利    |    | 芝1600m（重） | 16    | 4     | 7     | 20.5（7人）    | 10着 | 1:39.4 （38.0）   | -0.9 | M.デムーロ | 54          | ワールドコンパス   |
| 0000.06.28 | 札幌   | 3歳未勝利    |    | ダ1700m（良） | 11    | 6     | 7     | 03.1（2人）    | 2着  | 1:48.5 （39.2）   | -1.1 | 三浦皇成   | 54          | アキノラブ         |
| 0000.07.18 | 札幌   | 3歳未勝利    |    | ダ1700m（良） | 13    | 3     | 3     | 07.3（2人）    | 1着  | 1:46.8 （37.8）   | -0.2 | 三浦皇成   | 54          | （ユキノクイーン） |
| 0000.08.16 | 札幌   | 3歳上500万下 |    | ダ1700m（良） | 13    | 8     | 12    | 05.9（3人）    | 10着 | 1:48.4 （39.5）   | -2.2 | 三浦皇成   | 52          | ココシュニック     |
| 0000.10.03 | 阪神   | 3歳上500万下 |    | ダ1800m（重） | 16    | 5     | 9     | 13.7（5人）    | 12着 | 1:56.7 （38.9）   | -3.4 | 武豊       | 53          | アドマイヤインディ |
| 2010.02.07 | 中京   | 4歳上500万下 |    | ダ1700m（良） | 13    | 2     | 2     | 22.8（8人）    | 12着 | 1:51.5 （40.6）   | -4.1 | 中舘英二   | 54          | ペチカ             |
| 0000.04.03 | 阪神   | 4歳上500万下 |    | ダ1400m（重） | 16    | 6     | 11    | 71.1（11人）   | 14着 | 1:26.2 （37.4）   | -2.1 | 川田将雅   | 55          | メイショウモネ     |

## 繁殖牝馬時代
繁殖入りし、2013年産のクロフネとの2番仔（のちのハマヒルガオ）以外は全てディープインパクトと交配され、2012年産の初仔テンダリーヴォイスはフェアリーステークス3着、アネモネステークス優勝など3歳牝馬路線で活躍。2013年産のハマヒルガオ、2014年産のミンネザングを経て、2015年にワグネリアンを出産。2017年にワグネリアンが東京スポーツ杯2歳ステークスを勝利し産駒が重賞初制覇を飾り、翌2018年に日本ダービーを制し、ダービー馬の母となった。またワグネリアンの弟、自身の5番仔に当たるカントルもセントポーリア賞を制した。
産駒が活躍する中、2018年9月6日に北海道胆振東部地震が発生、繋養されているノーザンファームYearlingも震度6強の大きな揺れを観測した。ミスアンコールは地震が発生した午前3時8分頃は夜間放牧を行なっており、明け方に左後肢飛節の骨折が判明、安楽死処分となった。ノーザンファーム代表の吉田勝己も「（牧場については）おおむね無事だと伝えていましたが、ノーザンファームでただ1頭、犠牲になってしまいました。金子真人オーナーにも伝えてあります」と語った。
その年のダービー馬の母馬が一年足らずで死亡したことは日本はもとより海外でもショックを与え、レーシング・ポスト紙も「significant equine casualty（重大な馬の被害）」と報道した。
|       | 生年   | 馬名               | 性 | 毛色   | 父                 | 馬主                           | 管理調教師     | 戦績    | 主な勝利競走                                                           | 供用                              | 出典   |
| ----- | ------ | ------------------ | -- | ------ | ------------------ | ------------------------------ | -------------- | ------- | ---------------------------------------------------------------------- | --------------------------------- | ------ |
| 初仔  | 2012年 | テンダリーヴォイス | 牝 | 鹿毛   | ディープインパクト | 金子真人ホールディングス（株） | 美浦・萩原清   | 14戦2勝 | 2015年アネモネS（OP）                                                  | （繁殖牝馬） 産駒にマリアエレーナ | [ 9 ]  |
| 2番仔 | 2013年 | ハマヒルガオ       | 牝 | 鹿毛   | クロフネ           | 金子真人ホールディングス（株） | 美浦・堀宣行   | 13戦1勝 |                                                                        | （繁殖牝馬）                      | [ 10 ] |
| 3番仔 | 2014年 | ミンネザング       | 牝 | 鹿毛   | ディープインパクト | 金子真人ホールディングス（株） | 美浦・萩原清   | 27戦2勝 |                                                                        | （繁殖牝馬）                      | [ 11 ] |
| 4番仔 | 2015年 | ワグネリアン       | 牡 | 鹿毛   | ディープインパクト | 金子真人ホールディングス（株） | 栗東・友道康夫 | 17戦5勝 | 2018年東京優駿（GI） 2018年神戸新聞杯（GII) 2017年東スポ杯2歳S（GIII） | 現役中死亡                        | [ 12 ] |
| 5番仔 | 2016年 | カントル           | 牡 | 鹿毛   | ディープインパクト | 金子真人ホールディングス（株） | 栗東・藤原英昭 | 25戦5勝 | 2023年小倉日経オープン（OP）                                           | 現役                              | [ 13 ] |
| 6番仔 | 2017年 | パイネ             | 牝 | 黒鹿毛 | ディープインパクト | 金子真人ホールディングス（株） | 美浦・国枝栄   | 17戦0勝 |                                                                        | （繁殖牝馬）                      | [ 14 ] |
| 7番仔 | 2018年 | ミスフィガロ       | 牝 | 鹿毛   | ディープインパクト | 金子真人ホールディングス（株） | 栗東・友道康夫 | 19戦3勝 |                                                                        | 現役                              | [ 15 ] |
| 8番仔 | 2019年 | 産駒なし           |    |        | ディープインパクト |                                |                |         |                                                                        |                                   | [ 16 ] |

- 2024年2月22日現在

## 血統表
| ミスアンコールの血統             | ミスアンコールの血統                  | ミスアンコールの血統                 | （血統表の出典）                     | （血統表の出典）  |
| 父系                             | ミスタープロスペクター系              | ミスタープロスペクター系             | ミスタープロスペクター系             | [ § 2 ]           |
| 父 キングカメハメハ 2001 鹿毛    | 父の父Kingmambo 1990 鹿毛             | Mr. Prospector                       | Raise a Native                       | Raise a Native    |
| 父 キングカメハメハ 2001 鹿毛    | 父の父Kingmambo 1990 鹿毛             | Mr. Prospector                       | Gold Digger                          |                   |
| 父 キングカメハメハ 2001 鹿毛    | 父の父Kingmambo 1990 鹿毛             | Miesque                              | Nureyev                              | Nureyev           |
| 父 キングカメハメハ 2001 鹿毛    | 父の父Kingmambo 1990 鹿毛             | Miesque                              | Pasadoble                            |                   |
| 父 キングカメハメハ 2001 鹿毛    | 父の母*マンファス Manfath 1991 黒鹿毛 | *ラストタイクーン                    | *トライマイベスト                    | *トライマイベスト |
| 父 キングカメハメハ 2001 鹿毛    | 父の母*マンファス Manfath 1991 黒鹿毛 | *ラストタイクーン                    | Mill Princess                        |                   |
| 父 キングカメハメハ 2001 鹿毛    | 父の母*マンファス Manfath 1991 黒鹿毛 | Pilot Bird                           | Blakeney                             | Blakeney          |
| 父 キングカメハメハ 2001 鹿毛    | 父の母*マンファス Manfath 1991 黒鹿毛 | Pilot Bird                           | The Dancer                           |                   |
| 母 *ブロードアピール 1994 黒鹿毛 | 母の父Broad Brush 1983 鹿毛           | Ack Ack                              | Battle Joined                        | Battle Joined     |
| 母 *ブロードアピール 1994 黒鹿毛 | 母の父Broad Brush 1983 鹿毛           | Ack Ack                              | Fast Turn                            |                   |
| 母 *ブロードアピール 1994 黒鹿毛 | 母の父Broad Brush 1983 鹿毛           | Hay Patcher                          | Hoist the Flag                       | Hoist the Flag    |
| 母 *ブロードアピール 1994 黒鹿毛 | 母の父Broad Brush 1983 鹿毛           | Hay Patcher                          | Turn to Talent                       |                   |
| 母 *ブロードアピール 1994 黒鹿毛 | 母の母Valid Allure 1985 黒鹿毛        | Valid Appeal                         | In Reality                           | In Reality        |
| 母 *ブロードアピール 1994 黒鹿毛 | 母の母Valid Allure 1985 黒鹿毛        | Valid Appeal                         | Desert Trial                         |                   |
| 母 *ブロードアピール 1994 黒鹿毛 | 母の母Valid Allure 1985 黒鹿毛        | Alluring Girl                        | Secretariat                          | Secretariat       |
| 母 *ブロードアピール 1994 黒鹿毛 | 母の母Valid Allure 1985 黒鹿毛        | Alluring Girl                        | Water Cress                          |                   |
| 母系(F-No.)                      | (FN:F4-r)                             | (FN:F4-r)                            | (FN:F4-r)                            | [ § 3 ]           |
| 5代内の近親交配                  | Northern Dancer S5×S5、Turn-to M5×M5  | Northern Dancer S5×S5、Turn-to M5×M5 | Northern Dancer S5×S5、Turn-to M5×M5 | [ § 4 ]           |
| 出典                             | 1. 2. 3. 4.                           | 1. 2. 3. 4.                          | 1. 2. 3. 4.                          | 1. 2. 3. 4.       |